# II-15
Die II-15 (bulgarisch Републикански път ІІ-15 Republikanski pat II-15, „Republikstraße II-15“) ist eine Hauptstraße (zweiter Ordnung) in Bulgarien.

## Verlauf
Die Straße beginnt an der Straße erster Ordnung I-1 (Europastraße 79) im Zentrum der Stadt Wraza (bulgarisch Враца) an der Straße dritter Ordnung 101 und führt über die Ausfallstraße Mito Orosow in generell nordnordöstlicher Richtung am Weslez-Rücken entlang und weiter durch die Donautiefebene nach Borowan (bulgarisch Борован), wo sie die Straße II-13 kreuzt. Von dort setzt sie sich über Wojwodowo (Войводово) und nach Querung des Flusses Skăt nach Misija (bulgarisch Мизия) fort. Hier kreuzt sie die Straße II-11, die ebenso wie die II-15, aber weiter südöstlich, in das noch rund 15 km entfernte Orjachowo (bulgarisch Оряхово), einen kleineren Donauhafen mit Fähre zur Straße Drum național 55 in Rumänien, führt. Am Fähranleger in Orjachowo endet die Straße.